# Sisyrinchium parvifolium
Sisyrinchium parvifolium är en irisväxtart som beskrevs av John Gilbert Baker. Sisyrinchium parvifolium ingår i släktet gräsliljor, och familjen irisväxter. Inga underarter finns listade i Catalogue of Life.